# Доби, Иштван
Иштван До́би (венг. Dobi István, 31 декабря 1898, Комаром, Австро-Венгрия — 24 ноября 1968, Будапешт, Венгерская Народная Республика) — председатель Совета министров Венгрии в декабре 1948 — августе 1952, председатель Президиума Венгрии в августе 1952 — апреле 1967.

## Биография
В период Венгерской советской республики (1919) сражался с румынскими войсками в составе венгерской Красной Армии. Освобождённый из лагеря военнопленных в 1920 году, присоединяется к рабочему движению, затем вступает в Венгерскую социал-демократическую партию. В 1921 году он вернулся в свой родной город, где жил под надзором полиции.
В 1936 году переходит в Партию мелких сельских хозяев. В это время вместе с Золтаном Тилди и Ференцем Надем входил в левое крыло партии, стремившееся к сотрудничеству с социалистическими силами.
В годы Второй мировой войны в Движении Сопротивления. Являлся организационным секретарем Национальной крестьянской Ассоциации (1941-43) и президентом организации мелких землевладельцев (1943-48).
- 1947—1949 — председатель Партии мелких сельских хозяев,
- 1946 и 1948 — министр сельского хозяйства Венгрии,
- 1948—1952 — премьер-министр Венгрии,
- 1952—1968 — председатель Президиума ВНР.

С 1959 года в Венгерской социалистической рабочей партии (ВСРП), где сразу же был введён в состав ЦК. До своей кончины был заместителем председателя Отечественного народного фронта.
Лауреат Международной Ленинской премии «За укрепление мира между народами» (1962), Герой Социалистического Труда (1967).